# Agrodolce (romanzo)
Agrodolce (Sour Sweet) è un romanzo di Timothy Mo del 1982. Il romanzo è stato tra i finalisti del Booker Prize ed ha vinto l'Hawthornden Prize del 1982.
Scritta come una commedia "agrodolce", la storia segue le tribulazioni di una famiglia di immigranti di Hong Kong mentre cercano di sistemarsi nella Chinatown di Londra negli anni '60.

## Edizioni
- Timothy Mo, Agrodolce, Milano, Serra e Riva, 1988,  p. 382, ISBN 88-7798-017-6.